# Roma Mitchell
Roma Mitchell, nota anche come Roma Flinders Mitchell dopo il matrimonio (Adelaide, 2 ottobre 1913 – Adelaide, 5 marzo 2000) è stata una politica, avvocato e giurista australiana.
Viene considerata una delle pioniere dei diritti per le donne in Australia.

## Biografia
Laureata in diritto all'Università di Adelaide, fu la prima donna a diventare giudice alla Corte Suprema dell'Australia Meridionale (1965). Nel 1982 venne nominata Dama dell'Impero Britannico.
Trentunesimo governatore dello Stato dell'Australia Meridionale dal 1991 al 1996, divenne la prima donna a ricoprire tale carica in uno stato australiano.
Morì nel 2000 per un tumore osseo.